# Liste des préfets de la Nièvre
Liste des préfets du département français de la Nièvre depuis la création des préfets, en 1800, sous le Consulat. Le siège de la préfecture est à Nevers.

## Préfets duConsulatet duPremier Empire
| Période          | Période | Identité                                                 | Fonction précédente | Observation |
| ---------------- | ------- | -------------------------------------------------------- | --- | --- |
| 2 mars 1800      | 1803    | Jean Joseph Sabatier                                     | Administrateur du département de la Seine | |
| 2 avril 1803     | 1808    | Pierre Auguste Adet                                      | Représentant de la République française à Genève (1794) Ministre plénipotentiaire aux États-Unis (1794-1796) Membre du Tribunat                                 | Député de la Nièvre au Corps législatif (1809) Conseiller maître à la Cour des comptes (1813) |
| 30 mai 1808      | 1810    | Adrien Godard d'Aucour de Plancy                         | Sous-préfet de Soissons (1804-1805) Préfet de la Doire (1805-1808)                                                                                              | Préfet de Seine-et-Marne (1810-1815) |
| 30 novembre 1810 | 1813    | Achille Charles Stanislas Émile Le Tonnelier de Breteuil | Polytechnicien (an IX), Auditeur au Conseil d'État (11 février 1809), Intendant des provinces de Styrie (1809), Carinthie (1809) et de la Basse-Carniole (1810) | Préfet des Bouches-de-l'Elbe (1813-1814) Maître des requêtes au Conseil d'État (Cent-Jours) Préfet d'Eure-et-Loir (Seconde Restauration) Préfet de la Sarthe (1820) Préfet de la Gironde (1822) Pair de France (1823-1848) Sénateur du Second Empire |
| 17 mars 1813     | 1815    | Joseph Fiévée                                            | Maître des requêtes au Conseil d'État | Maintenu à la première Restauration |

## Préfets de laPremière Restauration(1814-1815)
| Période      | Période | Identité      | Fonction précédente                   | Observation                         |
| ------------ | ------- | ------------- | ------------------------------------- | ----------------------------------- |
| 17 mars 1813 | 1815    | Joseph Fiévée | Maître des requêtes au Conseil d'État | Maintenu à la première Restauration |

## Préfets desCent-Jours
| Période      | Période | Identité                             | Fonction précédente                                                       | Observation       |
| ------------ | ------- | ------------------------------------ | ------------------------------------------------------------------------- | ----------------- |
| 30 mars 1815 | 1815    | Jean-Baptiste Rougier de la Bergerie | Député de l'Yonne à l'Assemblée législative Préfet de l'Yonne (1800-1813) |                   |
| 25 mai 1815  | 1815    | Nicolas Rougier de la Bergerie       | Auditeur au Conseil d'État                                                | Fils du précédent |

## Préfets de laSeconde Restauration(1815-1830)
| Période       | Période       | Identité                                            | Fonction précédente | Observation |
| ------------- | ------------- | --------------------------------------------------- | ------------------- | ----------- |
| juillet 1815  | juin 1822     | Jean Marie Eusèbe de Vaines                         |                     |             |
| juin 1822     | juin 1826     | Emmanuel-Ferdinand de Villeneuve-Bargemon           |                     |             |
| juin 1826     | novembre 1828 | Charles Athanase Walckenaer                         |                     |             |
| novembre 1828 | avril 1830    | Alexandre-Daniel de Talleyrand-Périgord             |                     |             |
| avril 1830    | juillet 1830  | Nicolas-Maximilien-Sidoine Séguier de Saint-Brisson |                     |             |

## Préfets de la monarchie de Juillet
| Période       | Période       | Identité                              | Fonction précédente                                               | Observation       |
| ------------- | ------------- | ------------------------------------- | ----------------------------------------------------------------- | ----------------- |
| août 1830     | juillet 1831  | Jean Melchior Marie Dulac de Montvert |                                                                   |                   |
| janvier 1831  | mai 1840      | Barthélémy Louis Joseph Badouix       | directeur des domaines, membre du Conseil privé de Louis-Philippe | Mort en fonction. |
| juin 1840     | novembre 1841 | Henri Charles Roulleaux Dugage        |                                                                   |                   |
| novembre 1841 | sans suite    | Bégé, Achille, François               |                                                                   |                   |
| janvier 1842  | octobre 1842  | François Dominique Larreguy           | Préfet de la Charente de 1831 à 1842                              |                   |
| novembre 1842 | mars 1843     | Jacques-Christian Paulze d'Ivoy       |                                                                   |                   |
| juin 1844     | août 1847     | Jacques Éloi Mallac                   |                                                                   |                   |
| août 1847     | février 1848  | Ferdinand François Leroy              |                                                                   |                   |

## Préfets et commissaires du gouvernement de la Deuxième République (1848-1851)
| Période       | Période       | Identité                           | Fonction précédente | Observation |
| ------------- | ------------- | ---------------------------------- | ------------------- | ----------- |
| février 1848  | juillet 1848  | Girerd, Frédéric                   |                     |             |
| juillet 1848  | décembre 1848 | Ruiz, Ferdinand                    |                     |             |
| décembre 1848 | mars 1853     | Petit de la Fosse, Alphonse, Louis |                     |             |

## Préfets du Second Empire (1851-1870)
| Période       | Période        | Identité                                     | Fonction précédente | Observation |
| ------------- | -------------- | -------------------------------------------- | ------------------- | ----------- |
| mars 1853     | octobre 1853   | Michon de Vougy,                             |                     |             |
| novembre 1853 | février 1863   | Lerat de Magnitot, Albin                     |                     |             |
| février 1863  | mai 1868       | Moraud de Callac, Alphonse, Clément, Adolphe |                     |             |
| mai 1868      | septembre 1870 | Genty, Augustin                              |                     |             |

## Préfets de la Troisième République (1870-1940)
| Période        | Période        | Identité                                                    | Fonction précédente           | Observation            |
| -------------- | -------------- | ----------------------------------------------------------- | ----------------------------- | ---------------------- |
| septembre 1870 | janvier 1871   | Cyprien Girerd                                              |                               |                        |
| janvier 1871   | février 1871   | Étienne Ducamp                                              |                               |                        |
| février 1871   | juillet 1871   | Théodore Tenaille de Saligny                                |                               |                        |
| juillet 1871   | juillet 1873   | Paul Odent                                                  |                               |                        |
| juillet 1873   | octobre 1875   | Sazerac de Forge, Henry                                     |                               |                        |
| octobre 1875   | avril 1876     | Decazes, Edmond                                             |                               |                        |
| avril 1876     | janvier 1877   | Sebastiani, Tiburce                                         |                               |                        |
| janvier 1877   | mai 1877       | Bechade, Abdon                                              |                               |                        |
| mai 1877       | décembre 1877  | Souquieres, Marie Louis Vitorio, dit « Achille Souquieres » | Sous-préfet de Charolles (71) |                        |
| décembre 1877  | mars 1879      | Rondineau, Edmond                                           |                               |                        |
| mars 1879      | novembre 1880  | Chapron, Jean                                               |                               |                        |
| novembre 1880  | février 1882   | Levaillant, Isaias Loewel                                   |                               |                        |
| février 1882   | avril 1883     | Drouin, Paul Aristide Benjamin                              |                               |                        |
| avril 1883     | avril 1885     | Chierico, dit Nelson-Chierico, Félix                        |                               |                        |
| avril 1885     | novembre 1885  | Bès de Berc, Georges                                        |                               |                        |
| novembre 1885  | novembre 1886  | Granet, Paul                                                |                               |                        |
| novembre 1886  | mars 1889      | Grenier, Léon                                               |                               |                        |
| mars 1889      | mai 1889       | Girard de Vasson, Joseph                                    |                               |                        |
| mai 1889       | juillet 1894   | Bruman, Léon David                                          |                               |                        |
| juillet 1894   | novembre 1895  | Marchessou, Léon                                            |                               |                        |
| novembre 1895  | octobre 1896   | Bonnerot, Charles Evariste                                  |                               |                        |
| octobre 1896   | sans suite     | Druard, Philippe                                            |                               |                        |
| octobre 1896   | juillet 1898   | Gravier, Léopold                                            |                               |                        |
| juillet 1898   | juillet 1901   | Rostaing, Joseph Arthur                                     |                               |                        |
| juillet 1901   | juin 1906      | Paul Léon Hyérard                                           |                               | Nommé préfet de l'Eure |
| juin 1906      | juin 1909      | Lucien Saint                                                |                               |                        |
| juin 1909      | octobre 1910   | Perier, Léon                                                |                               |                        |
| octobre 1910   | mars 1912      | David Dautresme                                             |                               |                        |
| mars 1912      | mars 1915      | Hippolyte Juillard                                          |                               |                        |
| mars 1915      | mars 1920      | Dhommee, Léon                                               |                               |                        |
| mars 1920      | août 1925      | Bernard, Laurent                                            |                               |                        |
| août 1925      | juillet 1928   | Laurent, Georges                                            |                               |                        |
| juillet 1928   | mai 1937       | Vacquier, Paul                                              |                               |                        |
| mai 1937       | septembre 1940 | Luca, Pierre Henry Janvier                                  |                               |                        |

## Préfets de Vichy (1940-1944)
| Période        | Période        | Identité                    | Fonction précédente | Observation |
| -------------- | -------------- | --------------------------- | ------------------- | ----------- |
| septembre 1940 | juillet 1942   | André Paul Sadon            |                     |             |
| septembre 1942 | septembre 1943 | Robert Milliat              |                     |             |
| -              | février 1944   | Louis Marie Charles Dramard |                     |             |
| février 1944   | septembre 1944 | Henry de Beaumais           |                     |             |

## Préfets et commissaires de la République duGPRFet de la Quatrième République (1944-1958)
| Période        | Période       | Identité               | Fonction précédente | Observation |
| -------------- | ------------- | ---------------------- | ------------------- | ----------- |
| septembre 1944 | janvier 1946  | Robert Jacquin         |                     |             |
| janvier 1946   | juillet 1946  | Robert Duperier        |                     |             |
| juillet 1946   | juillet 1947  | Henry Pougnet          |                     |             |
| juillet 1947   | -             | Olivier Marin          |                     |             |
| juillet 1947   | mars 1951     | Maurice Pierre Rolland |                     |             |
| mars 1951      | décembre 1954 | Yves Cazaux            |                     |             |
| décembre 1954  | décembre 1958 | Bernard Vaugon         |                     |             |

## Préfets de la Cinquième République (depuis 1958)
| Période           | Période          | Identité              | Fonction précédente | Observation                                                                              |
| ----------------- | ---------------- | --------------------- | --- | ---------------------------------------------------------------------------------------- |
| décembre 1958     | janvier 1961     | Gaston Pontal         | |                                                                                          |
| février 1961      | septembre 1964   | Georges Gerbod        | |                                                                                          |
| septembre 1964    | avril 1966       | Olivier Philip        | |                                                                                          |
| avril 1966        | juillet 1967     | Jean Rochet           | |                                                                                          |
| juillet 1967      | juillet 1970     | Pierre Lambertin      | |                                                                                          |
| juillet 1970      | mai 1974         | Jacques Gandouin      | |                                                                                          |
| juin 1974         | mai 1978         | Christian Leroy       | |                                                                                          |
| 27 avril 1978     | 12 avril 1982    | Victor Bereaux        | Secrétaire général de la préfecture de l'Hérault | Radié des Administrateurs Civils et devient Secrétaire général de la préfecture de Paris |
| avril 1982        | novembre 1983    | Pierre Chassigneux    | directeur adjoint du cabinet du préfet de Police de Paris                                                                                                  |                                                                                          |
| novembre 1983     | juin 1985        | Mohamed Bengaouer     | |                                                                                          |
| août 1985         | juillet 1988     | Jacques Fournet       | |                                                                                          |
| juillet 1988      | juillet 1990     | Jacques Lambert       | |                                                                                          |
| juillet 1990      | juin 1992        | Cyrille Schott        | |                                                                                          |
| juin 1992         | juillet 1993     | Bernard Prévost       | |                                                                                          |
| juillet 1993      | mai 1995         | Philippe Grégoire     | |                                                                                          |
| mai 1995          | avril 1996       | Colette Horel         | | Première femme préfète de la Nièvre                                                      |
| mai 1996          | octobre 1997     | Michel Lavenseau      | |                                                                                          |
| novembre 1997     | juin 2001        | Philippe Pondaven     | |                                                                                          |
| juin 2001         | août 2002        | Michel Fuzeau         | |                                                                                          |
| 6 août 2002       | juillet 2005     | Patrick Pierrard      | |                                                                                          |
| 20 juillet 2005   | juillet 2007     | François Burdeyron    | |                                                                                          |
| 18 juillet 2007   | novembre 2009    | Gilbert Payet         | Préfet de Haute-Corse |                                                                                          |
| 25 novembre 2009  | septembre 2011   | Nicolas Quillet       | Préfet hors cadre |                                                                                          |
| 29 septembre 2011 | novembre 2012    | Daniel Matalon        | Directeur général des services Présidence de la République                                                                                                 |                                                                                          |
| 8 novembre 2012   | octobre 2014     | Michèle Kirry         | |                                                                                          |
| 10 octobre 2014   | 21 novembre 2016 | Jean-Pierre Condemine | |                                                                                          |
| 3 novembre 2016   | 2 octobre 2018   | Joël Mathurin         | | Nommé Prefet du Doubs                                                                    |
| 3 octobre 2018    | 25 novembre 2020 | Sylvie Houspic        | |                                                                                          |
| 25 novembre 2020  | 21 août 2023     | Daniel Barnier        | préfet délégué pour l’égalité des chances auprès du préfet de la région Hauts- de-France, préfet de la zone de défense et de sécurité Nord, préfet du Nord |                                                                                          |
| 21 août 2023      | 1er octobre 2024 | Michaël Galy          | | réintégration dans le corps des directeurs d'hôpital                                     |
| 23 octobre 2024   | En cours         | Fabienne Decottignies | secrétaire générale de la préfecture du Nord |                                                                                          |